# The Plastic Club
The Plastic Club est une organisation artistique située à Philadelphie, en Pennsylvanie. Fondé en 1897 et réservé aux femmes, The Plastic Club est l'un des plus anciens clubs d'art des États-Unis. Il est situé au pâté de maisons 200 de la rue Camac, la « Petite rue des clubs » qui était une destination culturelle au début des années 1900. Depuis 1991, le club compte également des hommes.

## Histoire
The Plastic Club est fondé par l'éducatrice artistique Emily Sartain en tant qu'organisation artistique pour les femmes afin de promouvoir la collaboration et les œuvres de ses membres, en partie en réponse au Philadelphia Sketch Club, un club artistique exclusivement masculin. La première présidente est l'aquafortiste Blanche Dillaye. La devise du club est tirée du poème « L'Art » issu du recueil Émaux et camées de Théophile Gautier :
Tout passe. — L’art robuste
Seul a l’éternité :
Le buste

Survit à la cité

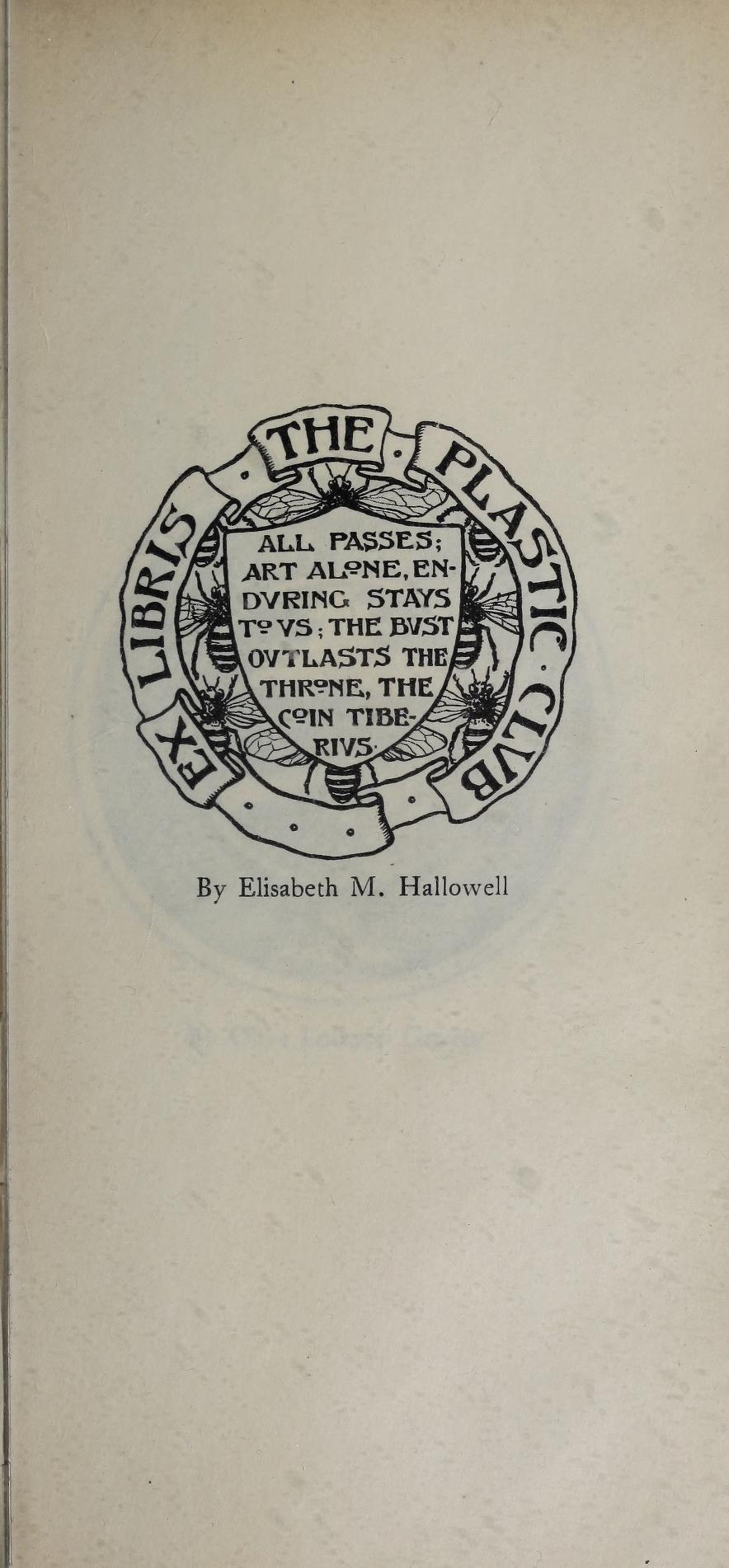
Insigne du Plastic Club.

L'insigne du Plastic Club est conçue par Elisabeth Hallowell Saunders.
Le club propose des cours d'art, des événements sociaux et des expositions. Sa soirée masquée annuelle s'appelait « le Lapin »,.
Les premières membres comprennent Elenore Plaisted Abbott, Paula Himmelsbach Balano, Cecilia Beaux, Fern Coppedge, Elizabeth Shippen Green, Charlotte Harding, Frances Tipton Hunter, Violet Oakley, Emily et Harriet Sartain, Jessie Willcox Smith et Alice Barber Stephens, dont beaucoup ont été étudiantes de Howard Pyle,.Lors de l'exposition d'automne 1898, les œuvres des anciennes élèves de Pyle, Elizabeth Fearne Bonsall, Elizabeth Shippen Green, Jessie Willcox Smith, Charlotte Harding, Violet Oakley et Angela De Cora, sont mises en avant.
En 1918, le club participe à la fondation de la Philadelphia School of Occupational Therapy, reflétant le lien entre l'ergothérapie et le mouvement Arts and Crafts aux États-Unis entre la guerre civile et la Première Guerre mondiale.
En 1991, l’organisation ouvre ses rangs aux hommes. Au cours des années 1990, le club cherche également à attirer des étudiants en art, en offrant une adhésion gratuite à deux récents diplômés par an.
Le bâtiment du Plastic Club au 247 South Camac Street est ajouté au registre des lieux historiques de Philadelphie en 1962.

## Anciennes membres notables
Le Plastic Club a identifié les anciennes membres suivantes :
- Elenore Plaisted Abbott
- Paula Himmelsbach Balano
- Cecilia Beaux
- Mary Carnell
- Fern T. Coppedge
- Blanche Dillaye
- Grace Gebbie Wiederseim Drayton
- Beatrice Fenton
- Beatrice Fox
- Elizabeth Shippen Green
- Violet Oakley
- Amy Otis[12]
- Esther Richards
- Harriet Roosevelt Richards
- Harriet Sartain
- Emily Sartain
- Jessie Willcox Smith
- Wuanita Smith
- Alice Barber Stephens
- Alice Kent Stoddard
- Beatrice Pastorius Turner[13]
- Sarah Stilwell Weber
- Mathilde Weil